# Muelle de transbordadores de Edinburgh Place
El muelle de transbordadores de Edinburgh Place (en chino, 愛丁堡廣場渡輪碼頭; pinyin, Àidīngbǎo Guǎngchǎng dùlún mǎtóu), normalmente llamado muelle de Star Ferry, era un muelle de Edinburgh Place, Central, Hong Kong, al servicio de la compañía de transbordadores Star Ferry. Junto con su torre de reloj, el muelle era un prominente sitio de interés. Construido en 1957 al estilo del movimiento de Modernidad, era la tercera generación del muelle de Star Ferry en Central, y estaba ubicado cerca del Ayuntamiento y la Oficina General de Correos.
El muelle fue la principal sede de las manifestaciones de Hong Kong de 1966, y cuarenta años después se convirtió en foco de confrontación entre conservacionistas y el Gobierno, el cual quería demoler el muelle para poder ganar tierras al mar. El servicio de transbordadores desde el muelle fue suspendido el 11 de noviembre de 2006 y trasladado a los muelles 7 y 8 de los muelles de transbordadores de Central. La demolición inició el 12 de diciembre y fue completada a inicios de 2007.

## Historia
Todo el frente al mar donde el muelle de «tercera generación» estaba situado fue creado al final de la década de 1950 tras una importante ganancia de tierras al mar. La línea costera fue trasladada de su ubicación original, nivelada con el hotel Mandarin Oriental.
El muelle de Star Ferry fue diseñado por Hung Yip Chan, un arquitecto chino de la localidad, el cual trabajó en el Departamento de Servicios Arquitectónicos del Gobierno de Hong Kong desde 1952 hasta 1957 como arquitecto suplente. Diseñó la fachada del muelle, y Michael Wright, arquitecto principal, añadió la torre de reloj para que el muelle fuese más práctico y balanceado. Los carillones del reloj anunciaron cada cuarto de hora desde su inauguración en 1957. El reloj fue un regalo de John Keswick, el cual a su vez lo recibió del príncipe de Bélgica. El mecanismo fue fabricado por la compañía británica Edward John Dent, la cual también proveyó la firma mecánica del Big Ben en Londres.
Hay una importante terminal de buses en el lado de Kowloon, la cual está convenientemente ubicada cerca del muelle de transbordadores de Tsim Sha Tsui. Desde 1957 y hasta 2006, miles de residentes pasaron a diario por allí desde la península de Kowloon hacia la isla de Hong Kong. Sin embargo, la inauguración del túnel multiportuario en 1972 popularizó el viaje vehicular desde el puerto y redujo el flujo de pasajeros. De 1972 a 2006, el transbordador fue utilizado por muchos como la ruta más corta desde Tsim Sha Tsui hasta el distrito Central, y se realizó un promedio diario de 74 000 viajes de pasajeros a través del puerto en 2004.
En el lado que limita con la isla, varias rutas de New World First Bus, Citybus y buses ligeros públicos se conectaron a varios destinos en la isla de Hong Kong.

### Reubicación
El plan para reubicar los muelles de transbordadores de Central data de julio de 1999, momento en que se publicó las enmiendas propuestas para el borrador del Plan de Esquema de Zonificación del distrito Central, el cual cubrió la tercera fase de la recuperación de tierra en Central. Tanto el muelle de Star Ferry de tercera generación como el Muelle de la Reina serían demolidos para ganar dieciséis hectáreas de tierra directamente en frente del muelle de cuarta generación y así crear una carretera de seis vías y un centro comercial. El costo estimado fue de 3,5 millardos de dólares. El Gobierno dijo que la importancia histórica del muelle de tercera generación sería reconocido, y prometió volver a edificar el sitio de interés en la nueva costa.
En 2001, una evaluación de impacto de la recuperación de tierra en Central recomendó el traslado del muelle de Star Ferry, el cual fue aprobado por la Junta Consultiva de Antigüedades en 2002.

### Demolición
Se aplicó una tecnología de escáner 3D mediante láser en grabación digital de estructuras para capturar imágenes tridimensionales del muelle antes de su demolición.
Tras el desmantelamiento del muelle el 12 de noviembre de 2006, la demolición inició a la vez que unos manifestantes protestaron en su contra. Originalmente, la demolición se programó para los primeros meses de 2007, pero fue adelantada 12 de diciembre de 2006. El Gobierno ignoró una moción no vinculante emitida en septiembre en el Consejo Legislativo de Hong Kong, la cual instaba a conservar el muelle y la torre del reloj.
El 6 de diciembre de 2006, el equipo de demolición colocó andamios para tomar control del sitio, y la demolición inició el 12 de diciembre. Los obreros derribaron el mecanismo y la fachada del reloj, dejando una abertira, y luego procedieron a desarmar la torre en una sola pieza. Después de que los manifestantes se retiraron, los restos del muelle fueron completamente desmantelados fuera de la vista del público.

## Controversia

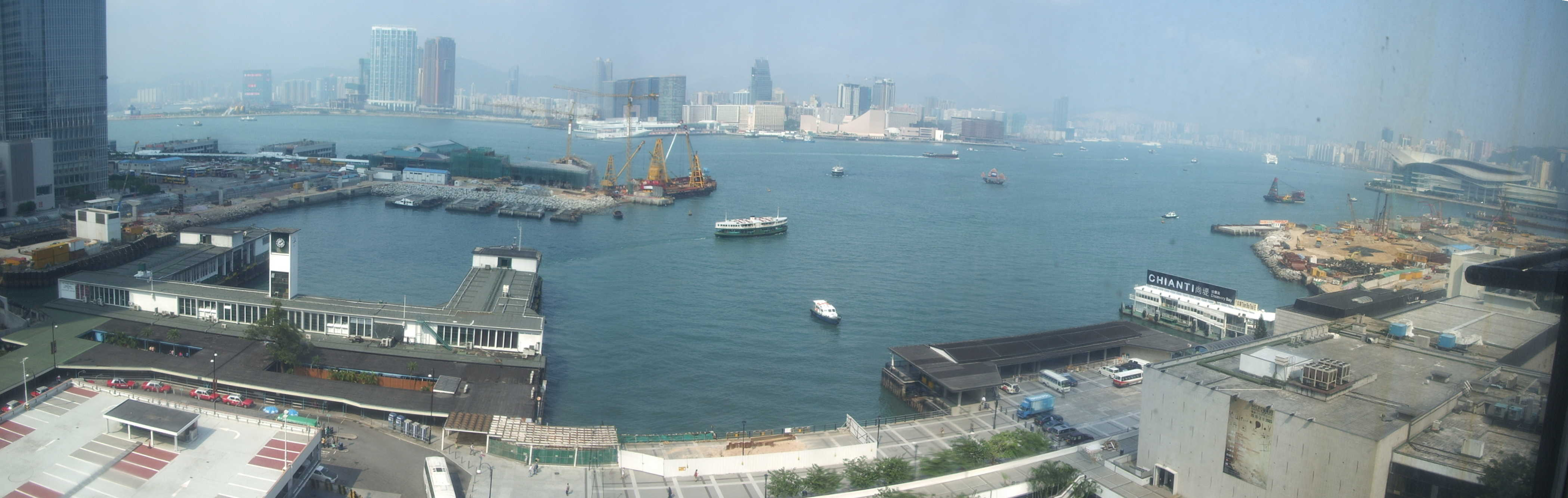
El muelle de Edinburgh Place (izquierda, al frente), el Muelle de la Reina (derecha) y los nuevos muelles (izquierda, al fondo)

Aunque la escala de la tercera fase de la recuperación de tierra en Central fue reducida de 32 a 18 hectáreas, los muelles serían ineludiblemente demolidos para proceder con la recuperación. El muelle se convirtió en la sede de una lucha entre el Gobierno y los conservacionistas, quienes se oponían tanto a la destrucción del muelle como a la pérdida de edificios históricos.
Los asesores que publicaron la Evaluación de Impacto Ambiental en 2001 para la recuperación en Central hicieron hincapié en la importancia del muelle para la historia del transporte en Hong Kong. El Gobierno fue advertido acerca de una posible reacción del público cuando todas las implicaciones de la recuperación de tierra fuesen dadas a conocer.

El muelle, especialmente su torre del reloj, es un sitio de interés visualmente importante en Hong Kong. Es un llamativo icono en el puerto de Hong Kong, especialmente para los turistas y los vecinos que lo cruzan con los transbordadores de Star Ferry desde Tsim Sha Tsui. No puede quedar fuera de su itinerario. Ningún otro muelle de transbordadores a lo largo del puerto podría desempeñar una función histórica tal como la hace esta torre del reloj. La mudanza del muelle de Star Ferry hacia los muelles 4 al 7, lo que conlleva su destrucción, posiblemente acarrearía objeción y consternación públicas.
Peter Sui Shan Chan

El Gobierno sostuvo que el muelle y su torre no era lo suficientemente antiguos para clasificarlos como históricos y que el pueblo no estaba necesariamente «preocupado por el edificio en sí». La lucha para preservar el muelle de Star Ferry y, posteriormente, el Muelle de la Reina, hizo que el pueblo cuestionase la historia de Hong Kong, el colonianismo y la democracia en la región administrativa especial. Sin embargo, un portavoz del Gobierno admitió que este no logró tener la superioridad moral ante las manifestaciones.

### Inconveniencia para los pasajeros
Los usuarios de transbordadores deben caminar un trayecto más largo para alcanzar el nuevo muelle. Tras reubicar los nuevos muelles a 300 metros de distancia, se estimó que Star Ferry perdería más del 13 % de sus pasajeros por su inconveniencia. Además, cuando se propuso reubicar la terminal de buses del lado de Tsim Sha Tsui se previó que el número de pasajeros se reduciría un 20 %.
Se estima que toda esta pérdida de pasajeros, que suman una tercera parte del total, representa una pérdida de 17 millones de dólares al año para Star Ferry.

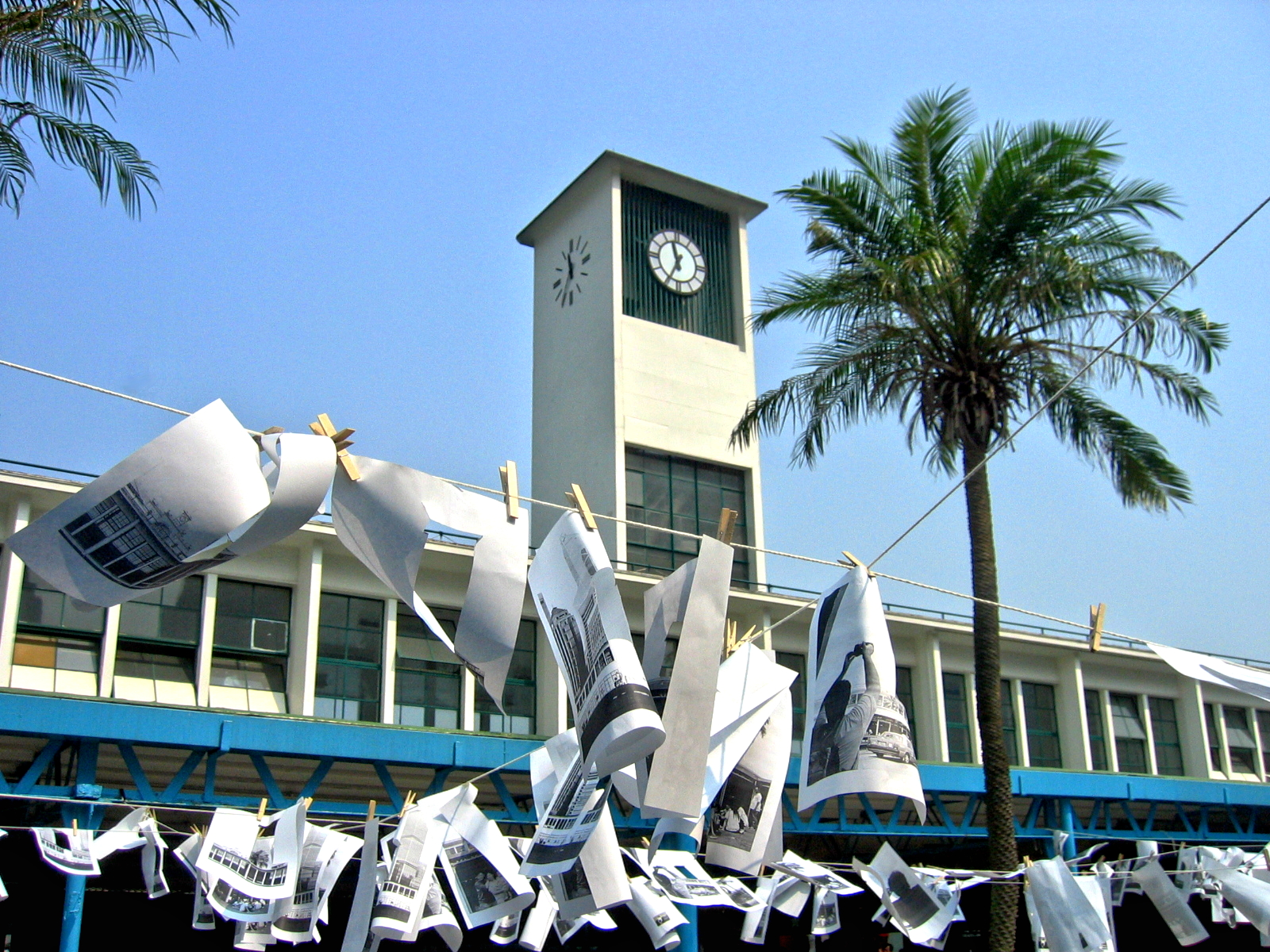
La torre del reloj

### Importancia arquitectónica
Tanto arquitectos como conservacionistas argumentaron que el muelle era arquitectónicamente importante para Hong Kong pues era de uno de los últimos ejemplos de un edificio público con el estilo streamline moderne; además, culturalmente, el muelle era ampliamente reconocido como parte de la memoria colectiva local. El Instituto de Arquitectos de Hong Kong se opuso a su destrucción, argumentando que sería un error irreversible. Por otro lado, la opinión pública se mostraba a favor de preservar la torre del reloj, y propuso su traslado a una carretera de seis carriles o reubicarlo el frente del nuevo muelle a manera de monumento conmemorativo.

### Estado del reloj
Una de las razones por las que el Gobierno se opuso a reubicar el reloj y la torre fue que un estudio de viabilidad indicó que «no [había] garantía de que el reloj y el carillón [siguieran] funcionando tras reubicación debido que [era] muy viejo» y sus componentes [estaban] obsoletos». Sin embargo, Neil Brennon Wright de Thwaites & Reed, la firma fabricante de relojes más longeva del mundo, quien llegó desde Inglaterra el 18 de diciembre de 2006 para examinar el reloj, dijo que su firma había restaurado relojes en mucho peor estado.
A pesar de demolición, el Gobierno prometió reconstruir el carillón y el reloj, y restituir la fachada del reloj original y su mecanismo en una ubicación cercana.

## Opinión pública
Las manifestaciones públicas, anticipadas por el informe de consultoría de la Oficina de Antigüedades y Monumentos, se volvieron una realidad. Con la inminente amenaza de demolición, la comunidad local se manifestó para salvar el muelle y para ampliar la cobertura de los medios de comunicación. Durante las semanas que siguieron tras el cese del servicio del muelle, miles de residentes de Hong Kong llegaron para colocar pancartas y otros mensajes a favor de su conservación.
Cerca de 150 000 personas visitaron el muelle y el puerto la noche del 11 de noviembre de 2006 para verlo por última vez. Con el propósito de conmemorar esta ocasión, Star Ferry organizó un «último viaje» antes de cerrar por completo el muelle con cuatro transbordadores que se embarcaron a medianoche. Mil ochocientos hongkoneses estuvieron dispuestos a pagar 88 HKD —cuarenta veces la tarifa normal— para un último viaje, cuya recaudación se designó a la caridad.

### Movimiento de protesta
El 19 de noviembre de 2006, el Partido Cívico, el Partido Democrático, el Comité de Mejoramiento del Frente Costero, el Instituto de Arquitectos de Hong Kong, el Comité de Desarrollo Sostenible Popular, Clear the Air y Earth Care se reunieron para instar al público a luchar por la preservación del muelle. Solo en ese día, se recogió más de mil firmas en una petición que sería entregada al director Donald Tsang y otros funcionarios. Además de eso, un grupo de manifestantes iniciaron una manifestación no violenta. So Sau Chung, activista veterano cuya huelga de hambre contra el aumento de las tarifas de Star Ferry desencadenó disturbios en 1966, llegó a apoyar la manifestación.
Estimulados por el inicio de la demolición en la tarde del 12 de diciembre de 2006, más manifestantes se reunieron espontáneamente después de que los obreros retiraron la campana y la fachada del reloj, dejando un agujero. Los manifestantes, incluyendo a Leung Kwok-hung, ingresaron y ocuparon parte del sitio de demolición, cantaron eslóganes desde el techo de una excavadora y demandaron que se les permitiese reunirse con Michael Suen Ming-yeung, Secretario de Vivienda, Ordenación y Tierras.
Además de los ciudadanos, se presentaron los legisladores del Partido Cívico y Choy So-yuk, un concejal del partido progubernamental Alianza Democrática para la Mejora y el Progreso de Hong Kong, para demostrar su apoyo.
La demolición provocó un amplio desacuerdo en el público, en legisladores y en conservacionistas, quienes dijeron que la acción del Gobierno se opone a los deseos del pueblo.
Miembros del Consejo Legislativo presentaron mociones para detener la demolición inmediatamente. El Gobierno denegó una suspensión de último minuto, reiterando que no hubo una «consulta adecuada», y prosiguió con la demolición. La Asociación de Conservación afirmó que presentó su objeción en 1996 cuando el Gobierno propuso construir una carretera temporal en Edinburgh Place y que el Gobierno nunca consultó al público acerca de la demolición del muelle ni del adyacente Muelle de la Reina.
Los conservacionistas prometieron manifestarse a favor del Muelle de la Reina y otros sitios históricos que podrían ser igualmente demolidos. A finales de 2006, como muestra de cuánto las protestas afectaron la sensibilidad del público, los manifestantes de Star Ferry fueron votados Persona del Año por Radio Television Hong Kong. Acción Local, un grupo juvenil de activistas culturales y mediáticos que conformó el núcleo del movimiento de protesta, logró luego influir en otros movimientos sociales tanto en Hong Kong como en China continental.